# 죽어도 좋은 경험
"죽어도 좋은 경험: 천사여 악녀가 되라"은 2021년에 개봉한 대한민국의 영화이다. 김기영 감독의 유작이며, 원제 《천사여 악녀가 되라》, 1990년 작제, 《죽어도 좋은 경험》은 1995년에 공개하려다 불발됐고. 1998년 제3회 부산국제영화제에서 특별상영되었다.

## 캐스팅
- 윤여정 : 최여정 역
- 현길수 : 정동식 역
- 이탐미 : 이명자 역
- 김학(김병학) : 김원석 역
- 조주미 : 조길녀 역
- 이영호 : 김달성 역 - 김원석의 아버지
- 손영순 : 명지숙 역 - 김원석의 어머니
- 남성국 : 안드레 박 역
- 임구성 : 젊은 청년 역
- 김정근 : 신진화가 역
- 임정일 : 공장장 역
- 송일동 : 주방장 역
- 강수진 : 길녀의 큰딸 역
- 조신영 : 길녀의 작은딸 역
- 진나래 : 길녀의 막내딸 역
- 신범신 : 형사 A 역
- 유관 : 형사 B 역
- 황진 : 형사 C 역
- 이춘 : 과장 역